# Alataconcha
Alataconcha is een geslacht van kreeftachtigen uit de klasse van de Ostracoda (mosselkreeftjes).

## Soorten
- Alataconcha peterogona (Zhao, 1985)
- Alataconcha pterogona Zhao (Yi-Chun) (Quan-Hong) in Zhao (Yi-Chun), Wang & Zhang, 1985) Whatley & Zhao (Yi-Chun), 1988
- Alataconcha rohri (Bold, 1958) Whatley & Zhao (Yi-Chun), 1988 †
- Alataconcha unispinosa (Murray, 1938) Whatley & Zhao (Yi-Chun), 1988